# Suriname az 1992. évi nyári olimpiai játékokon
Suriname a spanyolországi Barcelonában megrendezett 1992. évi nyári olimpiai játékok egyik részt vevő nemzete volt. Az ország a játékokon 3 sportágban 6 sportolóval képviseltette magát, akik összesen 1 érmet szereztek.

## Érmesek
| Érem  | Versenyző     | Sportág | Versenyszám          |
| ----- | ------------- | ------- | -------------------- |
| Bronz | Anthony Nesty | Úszás   | Férfi 100 m pillangó |

## Atlétika
Férfi
| Versenyző    | Versenyszám | Előfutam | Előfutam | Előfutam | Elődöntő | Elődöntő | Elődöntő | Döntő   | Döntő    |
| Versenyző    | Versenyszám | Idő      | Hely.    | Össz.    | Idő      | Hely.    | Össz.    | Idő     | Helyezés |
| ------------ | ----------- | -------- | -------- | -------- | -------- | -------- | -------- | ------- | -------- |
| Tommy Asinga | 800 m       | 1:47,23  | 4.       | 14.      | 1:46,78  | 8.       | 13.      | kiesett | kiesett  |

Női
| Versenyző       | Versenyszám | Előfutam | Előfutam | Előfutam | Elődöntő | Elődöntő | Elődöntő | Döntő   | Döntő    |
| Versenyző       | Versenyszám | Idő      | Hely.    | Össz.    | Idő      | Hely.    | Össz.    | Idő     | Helyezés |
| --------------- | ----------- | -------- | -------- | -------- | -------- | -------- | -------- | ------- | -------- |
| Letitia Vriesde | 800 m       | 1:59,93  | 2.       | 7.       | 1:58,28  | 5.       | 5.       | kiesett | kiesett  |
| Letitia Vriesde | 1500 m      | 4:10,63  | 5.       | 22.      | 4:09,64  | 8.       | 20.      | kiesett | kiesett  |

## Kerékpározás

### Országúti kerékpározás
Férfi
| Versenyző       | Versenyszám   | Idő           | Helyezés      |
| --------------- | ------------- | ------------- | ------------- |
| Realdo Jessurun | Mezőnyverseny | nem ért célba | nem ért célba |

## Úszás
Férfi
| Versenyző          | Versenyszám    | Előfutam | Előfutam | Előfutam | Döntő   | Döntő   | Döntő   | Helyezés |
| Versenyző          | Versenyszám    | Idő      | Hely.    | Össz.    | Típus   | Idő     | Hely.   | Helyezés |
| ------------------ | -------------- | -------- | -------- | -------- | ------- | ------- | ------- | -------- |
| Enrico Linscheer   | 50 m gyors     | 23,74    | 2.       | 33.      | kiesett | kiesett | kiesett | kiesett  |
| Enrico Linscheer   | 100 m gyors    | 52,94    | 2.       | 47.      | kiesett | kiesett | kiesett | kiesett  |
| Giovanni Linscheer | 100 m gyors    | 51,82    | 5.       | 37.      | kiesett | kiesett | kiesett | kiesett  |
| Giovanni Linscheer | 100 m pillangó | 56,20    | 6.       | 37.      | kiesett | kiesett | kiesett | kiesett  |
| Anthony Nesty      | 100 m pillangó | 53,89    | 1.       | 3.       | A       | 53,41   | 3.      |          |